# Perisyntrocha suffusa
Perisyntrocha suffusa là một loài bướm đêm trong họ Crambidae.